# Salacia laurentii
Salacia laurentii är en benvedsväxtart som beskrevs av De Wild. Salacia laurentii ingår i släktet Salacia och familjen Celastraceae. Inga underarter finns listade.